# Marco Caligiuri
Marco Caligiuri [ˌkalɪˈdʒuri] (* 14. April 1984 in Villingen-Schwenningen) ist ein deutsch-italienischer Fußballspieler. Der Defensivspieler stand zuletzt bei der SpVgg Greuther Fürth unter Vertrag und ist ehemaliger deutscher Nachwuchsnationalspieler.

## Karriere

### Im Verein
Caligiuri hatte das Fußballspielen beim BSV Schwenningen begonnen, bevor er in die Jugendabteilung des VfB Stuttgart wechselte. Dort kam er nach seiner fußballerischen Ausbildung für die zweite Mannschaft im Sommer 2003 in der Regionalliga Süd und somit erstmals im Herrenbereich zum Einsatz. Er kam auf insgesamt 63 Drittligapartien, in denen ihm fünf Tore gelangen. In der Winterpause der Saison 2005/06 wechselte der Mittelfeldspieler auf Leihbasis zum MSV Duisburg. Bei seinem Bundesligadebüt erzielte er im Spiel gegen seinen ehemaligen Verein VfB Stuttgart den 1:0-Siegtreffer für den MSV, stieg mit dem Verein aber am Saisonende in die 2. Bundesliga ab.
Zur Saison 2007/08 kehrte Caligiuri nicht mehr nach Stuttgart zurück und schloss sich der SpVgg Greuther Fürth an. Bei den Franken konnte er sich in der Spielzeit 2009/10 einen Stammplatz im defensiven Mittelfeld erarbeiten und kam in drei Jahren auf 41 Pflichtspiele. Anschließend wurde der Deutschitaliener zur Saison 2010/11 vom Bundesligisten 1. FSV Mainz 05 verpflichtet und erhielt einen Dreijahresvertrag. Für die 05er stand Caligiuri achtzigmal auf dem Platz und war fünfmal vor dem Tor erfolgreich; bei den erfolglosen Qualifikationsspielen zur UEFA Europa League 2011/12 gegen Gaz Metan Mediaș war er erstmals im Europapokal aktiv. Im Sommer 2012 wechselte der Defensivspieler innerhalb der Bundesliga zum Aufsteiger Eintracht Braunschweig, bei dem er einen nur für die erste Bundesliga gültigen Zweijahresvertrag unterschrieb. Verletzungsbedingt absolvierte er lediglich dreizehn Ligaspiele und verließ die Eintracht aufgrund der vorher vereinbarten Vertragsklausel nach dem Wiederabstieg im Frühjahr 2013.
Im Anschluss kehrte Caligiuri zur SpVgg Greuther Fürth zurück. Zum 7. Spieltag der Saison 2014/15 konnte er sich erneut einen Stammplatz erarbeiten, diesmal jedoch überwiegend in der Innenverteidigung. Ein Jahr später wurde er zum Mannschaftskapitän ernannt und absolvierte 33 von 35 Pflichtpartien. Auch in den folgenden Jahren war der Abwehrspieler unter wechselnden Cheftrainern im Defensivverbund Fürths gesetzt, musste im Sommer 2017 für drei Monate seine Kapitänsbinde an Balázs Megyeri abgeben, wurde jedoch nach dessen Verletzung wieder zum Spielführer ernannt. Im Mai 2019 erhielt er eine Vertragsverlängerung bis Juni 2020. Die Spielvereinigung gab ein Jahr später innerhalb der aufgrund der COVID-19-Pandemie angeordneten Spielpause bekannt, den zum Saisonende auslaufenden Vertrag des mittlerweile 36-Jährigen nicht mehr verlängert zu haben. Bis dahin war Caligiuri auf 214 Pflichtpartien für den Verein gekommen, in denen ihm acht Tore sowie drei Assists gelungen waren.

### Nationalmannschaft
Für die deutsche U20-Nationalmannschaft spielte er zweimal.

## Privates
Marcos jüngerer Bruder Daniel Caligiuri ist ebenfalls Profifußballspieler.